# Nysius hardyi
Nysius hardyi är en insektsart som beskrevs av Ashlock 1966. Nysius hardyi ingår i släktet Nysius och familjen fröskinnbaggar. Inga underarter finns listade i Catalogue of Life.